# PGC 29388
LEDA/PGC 29388, ist eine elliptische Zwerggalaxie im Sternbild Großer Bär am Nordsternhimmel. Sie ist schätzungsweise 12 Millionen Lichtjahre von der Milchstraße entfernt. Wie der Name „Zwerg“ schon andeutet, ist die Galaxie eher klein und umfasst nur 100 Millionen bis einige Milliarden Sterne – eine sehr geringe Zahl, wenn man sie mit der Bevölkerung der Milchstraße vergleicht, die etwa 250 bis 400 Milliarden stellare Bewohner hat.